# Examen
För andra betydelser, se Examen (olika betydelser).
En examen (plural examina) är ett skriftligt och/eller muntligt slutprov för att pröva en persons kunskaper i ett enskilt ämne eller kunskaper inhämtade under en hel utbildning. Examen kan numera också beteckna det utbildningsbevis som erhålls efter en genomgången utbildning, oavsett om denna avslutas med ett slutprov eller inte.
Examina kan förekomma på olika nivåer i ett utbildningssystem. Exempelvis förekom i Sverige tidigare realexamen som avslutning på studier vid realskola och studentexamen som avslutning på studier vid gymnasium. Dessa slutprov förekom fram till och med 1972 respektive 1968.

## Svenska akademiska examina
Akademiska examina vid svenska statliga universitet och högskolor regleras i högskoleförordningen. Dessa examina kan efter tillstånd av regeringen också utdelas av privata universitet och högskolor. Det finns dock inget hinder för privata lärosäten att dela ut egna examina, men det akademiska erkännandet av sådana examina är begränsat.
Inom den så kallade Bolognaprocessen pågår ett arbete för att minska skillnaderna och öka jämförbarheten mellan olika länders examina. Syftet är att öka möjligheterna för studenter och arbetstagare att röra sig över gränserna i Europa. Detta kommer att innebära att den svenska examenstrukturen förändras av regeringen under den närmaste femårsperioden. Det nya systemet trädde i kraft 1 juli 2007. I det nya systemet kommer vissa yrkesexamina att utgå och ersättas med generella examina. En ny masterexamen införs och en ny kategori examina kallade konstnärliga examina införs.
Till examensbeviset skall alltid fogas ett så kallat diploma supplement utfärdat på engelska eller något annat stort europeiskt språk.
Den första blinda person som tog en akademisk examen i Sverige var Seth Lönnegren (1882–1956) som den 8 mars 1924 avlade filosofie kandidatexamen i historia, geografi och pedagogik. Detta var möjligt tack vare "De blindas bokfond" som instiftades 1916 av C. A. Thulin. Lönnegren hade även legat en termin i Marburg, där det största blindbiblioteket fanns.
|                                           | Grundnivå | Avancerad nivå | Forskarnivå                                           |
| ----------------------------------------- | --- | --- | ----------------------------------------------------- |
| Generella examina                         | Högskoleexamen Kandidatexamen | Magisterexamen Masterexamen | Licentiatexamen Doktorsexamen                         |
| Konstnärliga examina                      | Konstnärlig högskoleexamen Konstnärlig kandidatexamen | Konstnärlig magisterexamen Konstnärlig masterexamen | Konstnärlig licentiatexamen Konstnärlig doktorsexamen |
| Yrkesexamina                              | Arbetsterapeutexamen Audionomexamen Biomedicinsk analytikerexamen Brandingenjörexamen Dietistexamen Folkhögskollärarexamen Förskollärarexamen Högskoleingenjörsexamen Optikerexamen Ortopedingenjörexamen Receptarieexamen Röntgensjuksköterskeexamen Sjukgymnastexamen Sjuksköterskeexamen Sjöingenjörsexamen Sjökaptensexamen Socionomexamen Studie- och yrkesvägledarexamen Tandhygienistexamen Tandteknikerexamen Yrkeslärarexamen | Apotekarexamen Arkitektexamen Barnmorskeexamen Civilekonomexamen Civilingenjörsexamen Juristexamen Logopedexamen Läkarexamen Psykologexamen Psykoterapeutexamen Sjukhusfysikerexamen Specialistsjuksköterskeexamen Speciallärarexamen Specialpedagogexamen Tandläkarexamen |                                                       |
| Examina på grundnivå eller avancerad nivå | Grundlärarexamen Ämneslärarexamen | Grundlärarexamen Ämneslärarexamen |                                                       |
| Övriga examina (ej nivåindelade)          | Lärarexamen Sjukhusfysikerexamen | Lärarexamen Sjukhusfysikerexamen | Lärarexamen Sjukhusfysikerexamen                      |

## Andra examina
|                   | Grundnivå | Avancerad nivå                                                                       | Forskarnivå                   |
| ----------------- | --- | ------------------------------------------------------------------------------------ | ----------------------------- |
| Generella examina | Högskoleexamen Kandidatexamen | Magisterexamen Masterexamen                                                          | Licentiatexamen Doktorsexamen |
| Yrkesexamina      | Djursjukskötarexamen Hippologexamen Landskapsingenjörsexamen Lantmästarexamen Skogsmästarexamen Skogsteknikerexamen Trädgårdsingenjörsexamen | Agronomexamen Hortonomexamen Jägmästarexamen Landskapsarkitektexamen Veterinärexamen |                               |